# Antonio Scarano
Antonio Scarano (Rimini, 25 febbraio 1930 – Gorizia, 18 novembre 2019) è stato un politico italiano.

## Biografia
Esponente della Democrazia Cristiana della corrente di Giulio Andreotti, fu sindaco di Gorizia dall'ottobre 1980 al gennaio 1992, dimettendosi prima della fine del suo terzo mandato. Sotto la sua amministrazione fu aperta a Gorizia la sede dell'Università di Trieste e venne completato l'autoporto cittadino.
Fu a lungo direttore dell'Associazione commercianti di Gorizia e venne rieletto con una lista civica in consiglio comunale nel 2002.
È morto all'età di ottantanove anni il 18 novembre 2019 presso l'ospedale San Giovanni di Dio di Gorizia.